# Актас (Байдибекский район)
Актас (каз. Ақтас) — село в Байдибекском районе Туркестанской области Казахстана. Административный центр Борлысайского сельского округа. Находится на реке Кошкарата. Код КАТО — 513647100.

## Население
В 1999 году население села составляло 1036 человек (512 мужчин и 524 женщины). По данным переписи 2009 года, в селе проживало 1105 человек (557 мужчин и 548 женщин).